# Kanton Mâcon-Sud
Kanton Mâcon-Sud (francouzsky Canton de Mâcon-Sud) je francouzský kanton v departementu Saône-et-Loire v regionu Burgundsko. Tvoří ho devět obcí.

## Obce kantonu
- Bussières
- Davayé
- Fuissé
- Mâcon (jižní část)
- Prissé
- Solutré-Pouilly
- Varennes-lès-Mâcon
- Vergisson
- Vinzelles